# Кенин, София
София Анна (Соня) Кенин (англ. Sofia Anna Kenin; род. 14 ноября 1998, Москва, Россия) — американская теннисистка. Победительница одного турнира Большого шлема в одиночном разряде (Открытый чемпионат Австралии-2020); финалистка одного турнира Большого шлема в одиночном разряде (Открытый чемпионат Франции-2020); финалистка Кубка Федерации (2018) в составе национальной сборной США; победительница девяти турниров WTA (из них пять в одиночном разряде).
В юниорах: финалистка одного юниорского турниров Большого шлема в одиночном разряде (Открытый чемпионат США-2015); победительница одиночного турнира Orange Bowl (2014); финалистка парного турнира Orange Bowl (2013); бывшая вторая ракетка мира в юниорском рейтинге.

## Общая информация
Родилась в Москве. Семья переехала в США через несколько месяцев после рождения Софии. Отец — Александр, мать — Елена. Изначально Кенины уехали в США в 1987 году, но вернулись в Россию для того, чтобы другие члены семьи помогли после рождения ребёнка.
София начала играть в теннис в пять лет под руководством отца. Любимое покрытие — хард.

## Спортивная карьера

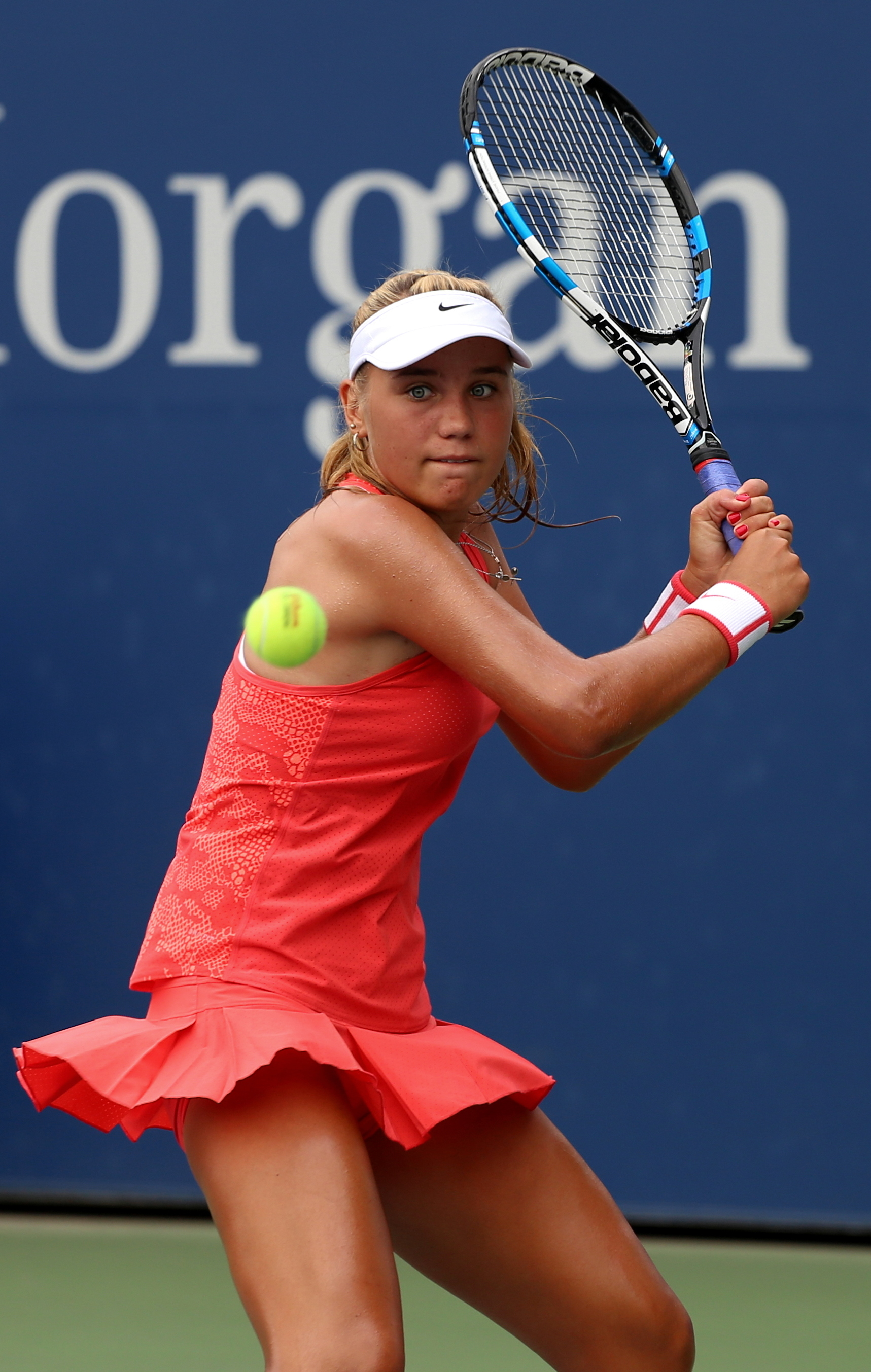
Соня на юниорском US Open 2015 года

### Начало карьеры
София проявила себя уже на юниорском уровне. Начав играть юниорские турниры ITF, она смогла в ноябре 2015 года достичь второго места юниорского рейтинга. Первый юниорские турниры она выиграла в 2013 году. В 2014 году Кенин выступила на юношеских Олимпийских играх в Нанкине, но не смогла завоевать медалей. В 2015 году она сумела доиграть до финала юниорского Открытого чемпионата США, в котором проиграла венгерке Далме Галфи. В 2016 году американская теннисистка завершила карьеру в юниорах и полностью перешла во взрослые соревнования.
Первые выступления на взрослых соревнованиях пришлись ещё на 2013 год. В 2015 году она сыграла первый финал в рамках цикла ITF. В августе того же года Кенин получила уайлд-кард на Открытый чемпионат США и, таким образом, в возрасте 16 лет дебютировала в WTA-туре. Первый титул на турнирах ITF София выиграла в январе 2016 года на 25-тысячнике в США. В конце июля она одержала победу на 50-тысячнике в Сакраменто, где в финале ей противостояла американская теннисистка Грейс Мин, которая была посеяна второй на турнире. Игра завершилась в пользу Кенин со счётом 4-6, 6-1, 6-4.
В мае 2017 года София Кенин отправилась на квалификацию Открытого чемпионата Франции, но не смогла преодолеть этот этап, проиграв теннисистке Алисон ван Эйтванк. Также она не смогла квалифицироваться на Уимблдонский турнир, проиграв теннисистке из Хорватии Яне Фетт. После неудачи на Уимблдоне София Кенин отправилась на 60-тысячник ITF в Стоктоне, где сумела выиграть сразу одиночные и парные соревнования. В конце июля 60-тысячнике в Сакраменто София смогла добраться до полуфинала, а затем в начале августа на таком же по статусу турнире в Лексингтоне вышла в финал. В концовке сезона Кенин дважды выходила в полуфинал 80-тысячников, а на турнире в Уэйко смогла выиграть главный парный приз в дуэте с Анастасией Комардиной. В 2017 году Кенин провела неплохой сезон и смогла приблизиться к первой сотне игроков, получив итоговую 113-ю строчку мирового рейтинга.
В 2018 году продолжился рост Кенин, как профессиональной теннисистки. В начале сезона она впервые вышла в четвертьфинал турнира WTA, добившись этого результата на соревнованиях в Окленде. В марте София смогла через квалификацию попасть на турнир серии Премьер Mandatory в Майами. Там американка обыграла Штефани Фёгеле и Дарью Касаткину, пройдя в третий раунд. В Майами она выступила уже в качестве теннисистки из топ-100. Следующем заметным результатом стал выход Кенин в полуфинал на траве Мальорки, где она стартовала с квалификационных раундов. Для этого достижения потребовалось в 1/4 обыграть теннисистку из топ-10 — № 6 на тот момент Каролину Гарсию (6-3, 6-3). В июле София Кенин выступила Уимблдонском турнире, в котором прошла во второй раунд. После вылета с Уимблдона София Кенин сыграла на 60-тысячнике ITF в Беркли и смогла победить, обыграв в финале Николь Гиббс. По ходу турнира она не проиграла ни одного сета. На Открытом чемпионате США София сумела добраться до третьего раунда, в которой проиграла более опытной теннисистке Каролине Плишковой.
Ряд удачных выступлений Кенин пришёлся на осень 2018 года. В сентябре на турнире в Квебеке она вышла в полуфинал. Затем на турнире серии Премьер 5 в Ухане во втором раунде переиграла № 10 в мире Юлию Гёргес (6-3, 2-6, 6-4). В ноябре она дебютировала за сборную США в Кубке Федерации. И сразу же дебют пришёлся на финальный матч против титулованной команды Чехии. Кенин, которой на следующей после финала неделе исполнилось 20 лет, не смогла совладать с грузом ответственности и проиграла оба своих матча в борьбе в трёх сетах, а чешки в сухую победили сборную США. Удачная игра по ходу сезона позволила Кенин в концовке на время попасть в топ-50, а по итогам занять 52-ю строчку рейтинга.

### 2019—2020 (победа в Австралии и финал на Ролан Гаррос)
Кенин мощно начала 2019 год. Она добилась первых в карьере титулов WTA в одиночном и парном разряде. На первой неделе года она смогла выиграть парный приз турнира в Окленде в альянсе с Эжени Бушар, а затем стала чемпионкой и в одиночках на турнире в Хобарте. Американская теннисистка сумела дойти до финального матча, в котором переиграла словацкую спортсменку Анну Каролину Шмидлову — 6-3, 6-0. В начале марта Кенин сыграла ещё в одном финале на турнире в Акапулько, но на этот раз проиграла китаянке Ван Яфань — 6-2, 3-6, 5-7. На Открытом чемпионате Франции София преподнесла сюрприз и смогла в третьем раунде обыграть свою именитую соотечественницу Серену Уильямс со счётом 6-2, 7-5. Правда в следующем раунде Эшли Барти из Австралии, которая в тот год стала чемпионкой турнира.
В июне 2019 года трава турнира на Мальорке принесла Кенин второй одиночный титул в Туре. В решающем матче она сыграла против Белинды Бенчич и победила со счётом 6-7(2), 7-6(5), 6-4. София хорошо себя проявила в августе на турнире Премьер 5 в Торонто. Во втором раунде она выиграла матч у действующей первой ракетки мира Эшли Барти (6-7, 6-3, 6-4). Затем она прошла двух теннисисток с Украины: Даяну Ястремскую и № 7 в мире Элину Свитолину, выйдя в полуфинал. Также до полуфинала она смогла дойти и на следующем турнире серии в Цинциннати. В третьем раунде Кенин вновь обыграла Свитолину, а в 1/4 финала лидера мировой классификации, которой в тот момент стала Наоми Осака (на отказе японки в третьем сете). На Открытом чемпионате США София проиграла во третьем раунде соотечественнице Мэдисон Киз в двух сетах, которая также её обыграла ранее в полуфинале в Цинциннати. Результаты, полученные в августе, позволили Кенин войти в топ-20.
Осенний отрезок 2019 года Кенин начала с четвертьфинала на турнире в Чжэнчжоу. Далее на турнире в Гуанчжоу она смогла выиграть уже третий титул в сезоне в одиночках, нанеся в финале поражение опытной Саманте Стосур — 6-7(4), 6-4, 6-2. В октябре на турнире высшей категории Премьер в Пекине Софии Кенин удалось победить всех в парном разряде. Свой успех она разделила с опытной по парным играм соотечественницей Бетани Маттек-Сандс. По итогам сезона Кенин сначала выступила во втором по значимости итоговом турнире — Трофей элиты WTA, но не смогла выйти из группы, как в одиночке, так и в паре. Затем она стала запасной на главный итоговый турнир — Финал тура WTA из-за нескольких отказов других теннисисток из-за травм. Кенин удалось сыграть на этом престижном турнире, правда в качестве замены Бьянки Андрееску, и только на один матч, в котором она уступила Элине Свитолиной. Успешный сезон для Кенин завершился 14-й итоговой строчкой рейтинга и наградой WTA за лучший прогресс года.
Неполный сезон 2020 года стал оказался очень успешным для американской теннисистки. На Открытом чемпионате Австралии Кенин, которая была посеяна 14-й, совершила настоящий прорыв. Ранее на этом турнире Большого шлема София выиграла только один матч за два участия в 2018 и 2019 годах. В 2020 году Кенин не проиграла в первых трёх кругах ни одного сета. В четвёртом круге София обыграла 15-летнюю Кори Гауфф и впервые в карьере вышла в четвертьфинал турнира Большого шлема. На этой стадии американка обыграла Унс Джабир, а затем в полуфинале сенсационно победила первую ракетку мира Эшли Барти. В финале София сумела переломить неудачный ход матча против испанки Гарбинье Мугурусы и выиграла титул. Кенин в возрасте 21 года стала самой молодой американкой с 2002 года, кому удалось выиграть Большой шлем. Также она стала самой молодой теннисисткой из США с 1999 года, оказавшейся в топ-10. После триумфа в Мельбурне Кенин поднялась на 7-ю строчку.
| Стадия  | Соперница (посев)    | Рейтинг | Счёт           |
| 1 раунд | Мартина Тревизан (Q) | 154     | 6-2 6-4        |
| 2 раунд | Энн Ли (Q)           | 142     | 6-1 6-3        |
| 3 раунд | Чжан Шуай            | 35      | 7-5 7-6(7)     |
| 4 раунд | Кори Гауфф           | 67      | 6-7(5) 6-3 6-0 |
| 1/4     | Унс Джабир           | 78      | 6-4 6-4        |
| 1/2     | Эшли Барти (1)       | 1       | 7-6(6) 7-5     |
| Финал   | Гарбинье Мугуруса    | 32      | 4-6 6-2 6-2    |

До вынужденной приостановки сезона Кенин смогла выиграть ещё один титул. В марте 2020 года она стала победительницей зального турнира в Лионе, обыграв в финале немку Анну-Лену Фридзам — 6-2, 4-6, 6-4. Этот результат позволил Кенин занять 4-ю строчку мирового рейтинга. После возобновления сезона Кенин сыграла на Открытом чемпионате США, где была посеяна под вторым номером (после Каролины Плишковой из Чехии), и уверенно дошла до 4-го круга, обыграв Янину Викмайер, Лейлу Фернандес и Унс Джабир. В борьбе за 1/4 финала она проиграла Элизе Мертенс. На Открытом чемпионате Франции София осталась в шаге от второго титула Большого шлема в карьере и в сезоне. Американская теннисистка смогла дойти до финала и была по статусу фаворитом в нём, но всё-таки проиграла теннисистке из Польши Иге Свёнтек. Также на Ролан Гаррос она смогла выйти в четвертьфинал парных соревнований в команде с Бетани Маттек-Сандс.
| Стадия  | Соперница (посев) | Рейтинг | Счёт        |
| 1 раунд | Людмила Самсонова | 125     | 6-4 3-6 6-3 |
| 2 раунд | Ана Богдан        | 93      | 3-6 6-3 6-2 |
| 3 раунд | Ирина Бара (Q)    | 142     | 6-2 6-0     |
| 4 раунд | Фиона Ферро       | 49      | 2-6 6-2 6-1 |
| 1/4     | Даниэль Коллинз   | 57      | 6-4 4-6 6-0 |
| 1/2     | Петра Квитова (7) | 11      | 6-4 7-5     |
| Финал   | Ига Свёнтек       | 54      | 4-6 1-6     |

По итогам сезона 2020 года WTA оценила достижения Кенин и вручила ей награду «Лучший игрок года».

### 2021 год
Сезон София начала с турнира в Абу-Даби и прошла в четвертьфинал.
На Открытом чемпионате Австралии Кенин выступала действующим чемпионом, победив Мэддисон Инглис перед тем, как сенсационно проиграть Кайе Канепи со счётом 2-0 во втором раунде. Поражение Кенин стало самым ранним для действующего чемпиона Австралии со времён Дженнифер Каприати, которая проиграла в первом раунде в 2003 году. По причине слабых выступлений по ходу лета в Австралии, Кенин должна была упасть на тринадцатое место в мировом рейтинге, однако этого не случилось из-за внесённых правок в систему рейтинга по причине пандемии COVID-19.
В мае 2021 года Кенин объявила об окончании работы со своим отцом в роли тренера.

### 2023 год
В декабре совместно с Даниилом Медведевым, Андреем Рублёвым и Миррой Андреевой стала чемпионкой командного выставочного турнира World Tennis League (WTL).

## Итоговое место в рейтинге WTA по годам
| Год  | Одиночный рейтинг | Парный рейтинг |
| ---- | ----------------- | -------------- |
| 2024 | 86                | 23             |
| 2023 | 33                | 434            |
| 2022 | 236               | 150            |
| 2021 | 12                | 108            |
| 2020 | 4                 | 34             |
| 2019 | 14                | 39             |
| 2018 | 52                | 138            |
| 2017 | 113               | 237            |
| 2016 | 212               | 1074           |
| 2015 | 620               |                |

## Выступления на турнирах

### Финалы турниров Большого шлема в одиночном разряде (2)

#### Победа (1)
| №  | Год  | Турнир                       | Покрытие | Соперница в финале | Счёт        |
| 1. | 2020 | Открытый чемпионат Австралии | Хард     | Гарбинье Мугуруса  | 4-6 6-2 6-2 |

#### Поражение (1)
| №  | Год  | Турнир                     | Покрытие | Соперница в финале | Счёт    |
| 1. | 2020 | Открытый чемпионат Франции | Грунт    | Ига Свёнтек        | 4-6 1-6 |

### Финалы турнировWTAв одиночном разряде (10)

#### Победы (5)
| Легенда:                                     |
| -------------------------------------------- |
| Турниры Большого шлема (1)*                  |
| Олимпиада (0)                                |
| Итоговый турнир WTA (0)                      |
| Premier Mandatory / WTA 1000 Mandatory (0+1) |
| Premier 5 / WTA 1000 (0+1)                   |
| Premier / WTA 500 (0+1)                      |
| International / WTA 250 (4+1)                |

| Титулы по покрытиям | Титулы по месту проведения матчей турнира |
| ------------------- | ----------------------------------------- |
| Хард (4+4)*         | Зал (1)                                   |
| Грунт (0)           | Зал (1)                                   |
| Трава (1)           | Открытый воздух (4+4)                     |
| Ковёр (0)           | Открытый воздух (4+4)                     |

* количество побед в одиночном разряде + количество побед в парном разряде.
| №  | Дата             | Турнир                       | Покрытие   | Соперницы в финале     | Счёт              |
| 1. | 12 января 2019   | Хобарт, Австралия            | Хард       | Анна Каролина Шмидлова | 6-3 6-0           |
| 2. | 23 июня 2019     | Мальорка, Испания            | Трава      | Белинда Бенчич         | 6-7(2) 7-6(5) 6-4 |
| 3. | 21 сентября 2019 | Гуанчжоу, Китай              | Хард       | Саманта Стосур         | 6-7(4) 6-4 6-2    |
| 4. | 1 февраля 2020   | Открытый чемпионат Австралии | Хард       | Гарбинье Мугуруса      | 4-6 6-2 6-2       |
| 5. | 8 марта 2020     | Лион, Франция                | Хард (зал) | Анна-Лена Фридзам      | 6-2 4-6 6-4       |

#### Поражения (5)
| №  | Дата             | Турнир                     | Покрытие | Соперницы в финале | Счёт        |
| 1. | 2 марта 2019     | Акапулько, Мексика         | Хард     | Ван Яфань          | 6-2 3-6 5-7 |
| 2. | 10 октября 2020  | Открытый чемпионат Франции | Грунт    | Ига Свёнтек        | 4-6 1-6     |
| 3. | 16 сентября 2023 | Сан-Диего, США             | Хард     | Барбора Крейчикова | 4-6 6-2 4-6 |
| 4. | 27 октября 2024  | Токио, Япония              | Хард     | Чжэн Циньвэнь      | 6-7(5) 3-6  |
| 5. | 6 апреля 2025    | Чарлстон, США              | Грунт    | Джессика Пегула    | 3-6 5-7     |

### Финалы турнировITFв одиночном разряде (8)

#### Победы (4)
| Легенда:                    |
| --------------------------- |
| 100.000 USD (0)*            |
| 80.000 (75.000)** USD (0+1) |
| 60.000 (50.000)** USD (3+1) |
| 25.000 USD (1)              |
| 15.000 (10.000)** USD (0)   |

** призовой фонд до 2017 года
| Титулы по покрытиям | Титулы по месту проведения матчей турнира |
| ------------------- | ----------------------------------------- |
| Хард (3+2)*         | Зал (0)                                   |
| Грунт (1)           | Зал (0)                                   |
| Трава (0)           | Открытый воздух (4+2)                     |
| Ковёр (0)           | Открытый воздух (4+2)                     |

* количество побед в одиночном разряде + количество побед в парном разряде.
| №  | Дата           | Турнир           | Покрытие | Соперница в финале | Счёт        |
| 1. | 24 января 2016 | Уэсли-Чепел, США | Грунт    | Йесика Малечкова   | 6-2 6-2     |
| 2. | 24 июля 2016   | Сакраменто, США  | Хард     | Грейс Мин          | 4-6 6-1 6-4 |
| 3. | 23 июля 2017   | Стоктон, США     | Хард     | Эшли Кратцер       | 6-0 6-1     |
| 4. | 22 июля 2018   | Беркли, США      | Хард     | Николь Гиббс       | 6-0 6-4     |

#### Поражения (4)
| №  | Дата           | Турнир          | Покрытие | Соперница в финале | Счёт           |
| 1. | 15 марта 2015  | Гейнсвилл, США  | Грунт    | Катерина Стюарт    | 4-6 6-4 4-6    |
| 2. | 2 октября 2016 | Лас-Вегас, США  | Хард     | Алисон ван Эйтванк | 6-3 6-7(4) 2-6 |
| 3. | 22 января 2017 | Орландо, США    | Грунт    | Катажина Питер     | 7-6(4) 2-6 4-6 |
| 4. | 6 августа 2017 | Лексингтон, США | Хард     | Грейс Мин          | 4-6 1-6        |

### Финалы турнировWTAв парном разряде (4)

#### Победы (4)
| №  | Дата            | Турнир                 | Покрытие | Партнёрша           | Соперницы в финале                 | Счёт              |
| 1. | 6 января 2019   | Окленд, Новая Зеландия | Хард     | Эжени Бушар         | Тейлор Таунсенд Пэйдж Мэри Хуриган | 1-6 6-1 [10-7]    |
| 2. | 6 октября 2019  | Пекин, Китай           | Хард     | Бетани Маттек-Сандс | Елена Остапенко Даяна Ястремская   | 6-3 6-7(5) [10-7] |
| 3. | 11 февраля 2024 | Абу-Даби, ОАЭ          | Хард     | Бетани Маттек-Сандс | Линда Носкова Хезер Уотсон         | 6-4 7-6(4)        |
| 4. | 31 марта 2024   | Майами, США            | Хард     | Бетани Маттек-Сандс | Габриэла Дабровски Эрин Рутлифф    | 4-6 7-6(5) [11-9] |

### Финалы турнировITFв парном разряде (6)

#### Победы (2)
| №  | Дата           | Турнир       | Покрытие | Партнёрша             | Соперницы в финале              | Счёт           |
| 1. | 22 июля 2017   | Стоктон, США | Хард     | Усве Майтане Арконада | Тамми Паттерсон Шанель Симмондс | 4-6 6-1 [10-5] |
| 2. | 12 ноября 2017 | Уэйко, США   | Хард     | Анастасия Комардина   | Джессика Пегула Тейлор Таунсенд | 7-5 5-7 [11-9] |

#### Поражения (4)
| №  | Дата            | Турнир           | Покрытие | Партнёрша             | Соперницы в финале                  | Счёт           |
| 1. | 14 марта 2015   | Гейнсвилл, США   | Грунт    | Мари Норрис           | Ингрид Нил Фанни Штоллар            | 3-6 3-6        |
| 2. | 28 января 2017  | Уэсли-Чепел, США | Грунт    | Элизабет Халбауэр     | Рената Сарасуа Шанель Симмондс      | 2-6 6-7(5)     |
| 3. | 18 февраля 2017 | Сюрпрайз, США    | Хард     | Усве Майтане Арконада | Мариана Дуке Мариньо Надя Подорошка | 6-4 0-6 [5-10] |
| 4. | 22 апреля 2018  | Дотан, США       | Грунт    | Джейми Лёб            | Алекса Гуарачи Эрин Рутлифф         | 4-6 6-2 [9-11] |

### Финалы командных турниров (1)

#### Поражения (1)
| №  | Год  | Турнир          | Команда                                   | Соперник в финале                          | Счёт |
| 1. | 2018 | Кубок Федерации | США С.Кенин, Д.Коллинз, Н.Мелихар, А.Риск | Чехия Б.Крейчикова, К.Синякова, Б.Стрыцова | 0-3  |

## История выступлений на турнирах
По состоянию на 17 марта 2025 года
Для того, чтобы предотвратить неразбериху и удваивание счета, информация в этой таблице корректируется только по окончании участия там данного игрока.
| Турнир                       | 2015  | 2016  | 2017  | 2018  | 2019   | 2020          | 2021          | 2022          | 2023  | 2024          | 2025          | Итог   | В/П за карьеру |
| ---------------------------- | ----- | ----- | ----- | ----- | ------ | ------------- | ------------- | ------------- | ----- | ------------- | ------------- | ------ | -------------- |
| Турниры Большого шлема       |       |       |       |       |        |               |               |               |       |               |               |        |                |
| Открытый чемпионат Австралии | -     | -     | -     | 1Р    | 2Р     | П             | 2Р            | 1Р            | 1Р    | 1Р            | 1Р            | 1 / 8  | 9-7            |
| Открытый чемпионат Франции   | -     | -     | К     | 1Р    | 4Р     | Ф             | 4Р            | -             | К     | 3Р            |               | 0 / 5  | 13-5           |
| Уимблдонский турнир          | -     | -     | К     | 2Р    | 2Р     | НП            | 2Р            | -             | 3Р    | 1Р            |               | 0 / 5  | 5-5            |
| Открытый чемпионат США       | 1Р    | 1Р    | 3Р    | 3Р    | 3Р     | 4Р            | -             | 1Р            | 2Р    | 2Р            |               | 0 / 9  | 11-9           |
| Итог                         | 0 / 1 | 0 / 1 | 0 / 1 | 0 / 4 | 0 / 4  | 1 / 3         | 0 / 3         | 0 / 2         | 0 / 3 | 0 / 4         | 0 / 1         | 1 / 27 |                |
| В/П в сезоне                 | 0-1   | 0-1   | 2-1   | 3-4   | 6-4    | 16-2          | 5-3           | 0-2           | 3-3   | 3-4           | 0-1           |        | 38-26          |
| Итоговые турниры             |       |       |       |       |        |               |               |               |       |               |               |        |                |
| Итоговый турнир WTA          | -     | -     | -     | -     | Группа | НП            | -             | -             | -     | -             |               | 0 / 1  | 0-1            |
| Трофей элиты                 | -     | -     | -     | -     | Группа | Не проводился | Не проводился | Не проводился | -     | Не проводился | Не проводился | 0 / 1  | 1-1            |

К — проигрыш в квалификационном турнире.